# Coupe des champions masculine de volley-ball 1981-1982
Navigation
Coupe des champions 1980-1981 Coupe des champions 1982-1983
La Coupe des champions est la plus importante compétition de club, de la saison 1981-1982, en Europe.

## Phase finale
| # | Équipe                  | Pts | J | G | P | Sp | Sc | Ratio | Pp  | Pc  | Ratio |
| - | ----------------------- | --- | - | - | - | -- | -- | ----- | --- | --- | ----- |
| 1 | CSKA Moscou             | 6   | 3 | 3 | 0 | 9  | 1  | 9     | 147 | 102 | 1.441 |
| 2 | Robe Di Kappa Cus Turin | 5   | 3 | 2 | 1 | 7  | 4  | 1.75  | 140 | 114 | 1.228 |
| 3 | Dinamo Bucarest         | 4   | 3 | 1 | 2 | 4  | 7  | 0.571 | 133 | 138 | 0.964 |
| 4 | Olympiacos Le Pirée     | 3   | 3 | 0 | 3 | 1  | 9  | 0.111 | 83  | 149 | 0.557 |

| Date     | Match                                 | Résultat | Sets  | Sets  | Sets  | Sets  | Sets | Total Points |
| Date     | Match                                 | Résultat | 1     | 2     | 3     | 4     | 5    | Total Points |
| -------- | ------------------------------------- | -------- | ----- | ----- | ----- | ----- | ---- | ------------ |
| 20.02.82 | CSKA Moscou - Dinamo Bucarest         | 3 - 0    | 17-15 | 15-11 | 15-9  | -     | -    | 47-35        |
| 20.02.82 | Kappa Turin - Olympiacos Le Pirée     | 3 - 0    | 15-9  | 15-4  | 15-7  | -     | -    | 45-20        |
| 21.02.82 | Kappa Turin - Dinamo Bucarest         | 3 - 1    | 8-15  | 15-11 | 15-8  | 15-5  | -    | 53-39        |
| 21.02.82 | CSKA Moscou - Olympiacos Le Pirée     | 3 - 0    | 15-10 | 15-12 | 15-3  | -     | -    | 45-25        |
| 22.02.82 | CSKA Moscou - Kappa Turin             | 3 - 1    | 15-10 | 15-3  | 9-15  | 16-14 | -    | 55-42        |
| 22.02.82 | Dinamo Bucarest - Olympiacos Le Pirée | 3 - 1    | 14-16 | 15-5  | 15-10 | 15-7  | -    | 59-38        |